# Stazione di Genova Via Cattaneo
La stazione di Genova Via Cattaneo era una fermata ferroviaria posta lungo la linea Genova-Pisa, nel quartiere genovese di Nervi.

## Storia
Denominata in origine semplicemente "Via Cattaneo", fu sospesa all'esercizio dal 12 febbraio 1915 al 1º maggio 1918 per consentire i lavori di raddoppio del binario.
Nel 1926, in conseguenza dell'aggregazione del comune di Nervi alla "grande Genova", assunse la nuova denominazione di "Genova Via Cattaneo".
Il 30 agosto 1944 fu chiusa all'esercizio, ma venne riattivata il 20 dicembre dell'anno successivo.
Fu infine soppressa definitivamente il 15 gennaio 1948.

## Strutture e impianti
Secondo un documento dei primi del Novecento, l'impianto aveva qualifica di fermata ed era posto alla progressiva chilometrica 7+854, fra le stazioni di Quinto al Mare e di Nervi.
In seguito all'attivazione di alcune varianti di tracciato, la progressiva chilometrica fu modificata.